# Cosimo Tura
Cosimo Tura o Cosmè Tura (Ferrara, h. 1430 - 1495), también conocido como Il Cosmè, fue un pintor cuatrocentista italiano. Está considerado uno de los fundadores de la Escuela de Ferrara. Fue el pintor oficial de los duques de Ferrara.

## Biografía
Nacido en Ferrara, fue alumno de Francesco Squarcione de Padua. Más tarde obtuvo el mecenazgo de los duques Borso de Este y Hércules I de Este. Entre sus alumnos estuvieron Francesco del Cossa y Francesco Bianchi.
Dotado de una gran personalidad y de amplias dotes artísticas, está presente en todas las manifestaciones artísticas de la corte de los duques de Este. Además de pintor, realizó labores de escenógrafo en fiestas y torneos y dibujó cartones para tapices. Trabajó en la decoración de las habitaciones, del estudio y de la biblioteca de Giovanni Pico della Mirandola. Proyectó los frescos del Palacio Schifanoia de Ferrara.
Aunque de sesgo ecléctico, parece que le influyó el estilo cuatrocentista de Mantegna y Piero della Francesca. Los críticos de arte subrayan la influencia de Mantegna, especialmente en sus obras del primer periodo. Se supone, aunque no se ha podido demostrar de forma taxativa, que estuvo en Padua entre los años 1452 y 1456, donde trabajaba Mantegna. De todos modos este último artista sí que estuvo en la corte estense, donde es seguro que coincidió con Tura.
La pintura de Tura, se caracteriza por composiciones fastuosamente decoradas, con un plasticismo casi escultórico de las figuras, en un realismo aparente, casi fantástico, debido sobre todo al empleo de colores fantásticos, paisajes imaginados y una búsqueda minuciosa de los detalles.
En Ferrara, está bien representado por los frescos del Palacio Schifanoia (1469–71) . Esta finca de recreo, con una fachada y una arquitectura poco notables, pertenecieron a la familia de Este, y se encuentra ubicado justo en las afueras de las murallas medievales. Cosimo, junto con Francesco del Cossa, ayudó a producir una serie alegórica concebida de manera intrincada sobre los meses del año y los signos zodiacales. La serie contiene retratos contemporáneos de músicos, trabajadores, y carrozas de carnaval en desfiles idílicos. Como en el mundo de Piero della Francesca, las figuras transmiten una serenidad clásica.
También pintó las puertas del órgano de la catedral, mostrando la Anunciación (1469). Colaboró en la pintura de una serie de «musas» para un studiolo de Leonello de Este, incluyendo la figura alegórica de Calíope en la National Gallery. Mientras que las atribuciones individuales se debaten a menudo, entre los artistas que se pensaron que completaron el Angelo di Pietro da Sienna, también llamado Maccagino o Angelo Parrasio, y Michele Pannonio.

## Obra
- "Virgen con Niño" (1455) - National Gallery of Art, Washington D. C.

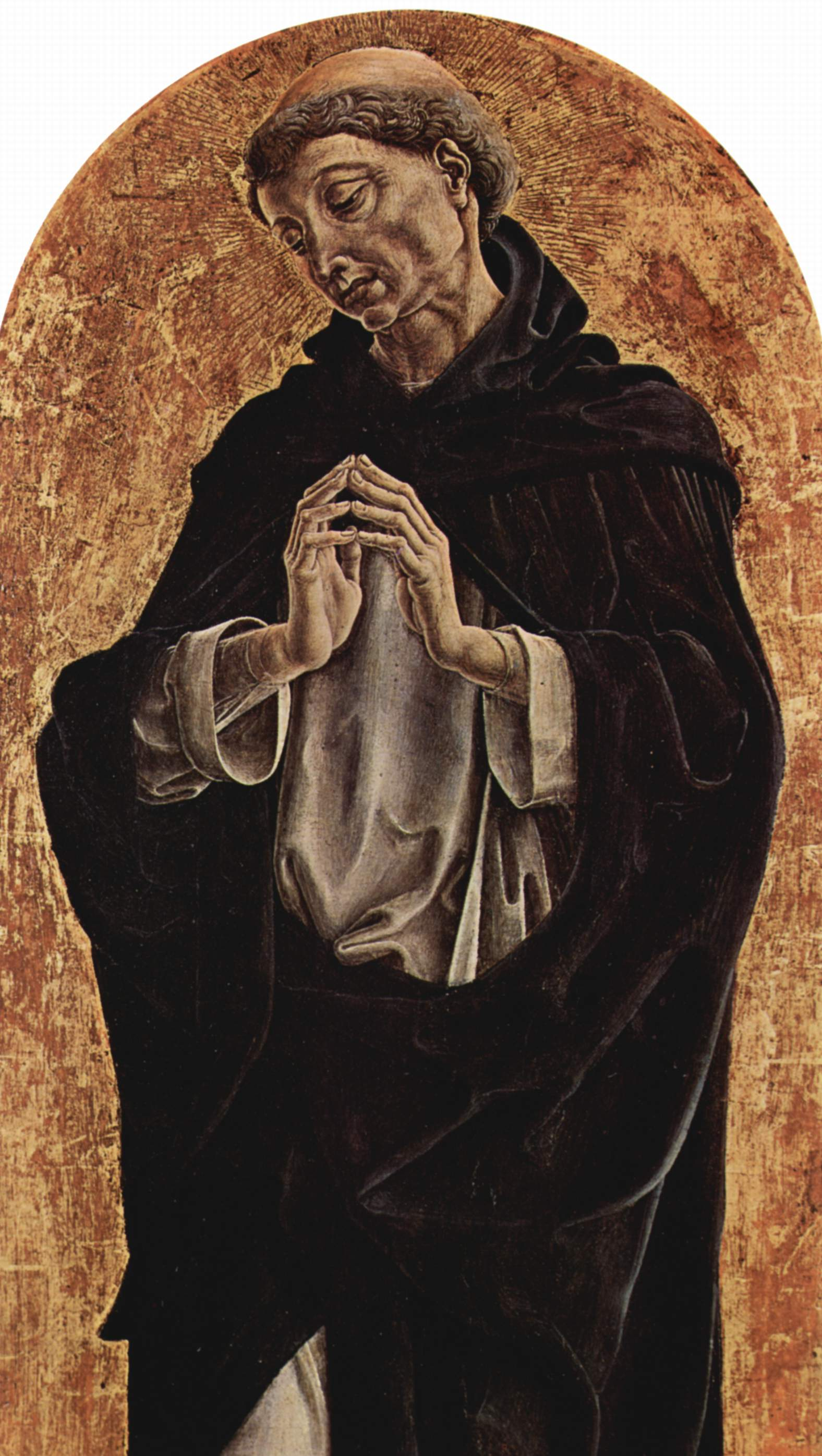
Santo Domingo, h. 1475, óleo sobre tabla, 51 × 32 cm, Galería de los Uffizi, Florencia.

- "Retrato de Leonor de Aragón, Duquesa de Ferrara" - Biblioteca Pierpont Morgan, Nueva York
- "Pieta" (h. 1460) - Museo Correr, Venecia* "San Jorge" - San Diego Museum of Art
- "San Antonio de Padua", Galería Estense de Módena
- "San Sebastián" y "San Cristóbal", Museo estatal de Berlín
- "La princesa" (1470) - Museo del Duomo, Ferrara.
- "La Anunciación" y "San Jorge matando al dragón" (h. 1470) en el órgano de la catedral de Ferrara; Museo del Duomo, Ferrara)
- "El martirio de san Maurelio" (años 1470) - Pinacoteca Nazionale, Ferrara*
- "La circuncisión de Cristo" (años 1470) - Museo Isabella Stewart Gardner, Boston
- "Madonna", Colección Pratt, Nueva York
- "Santos y donante", Galería Colonna, Roma
- "Virgen y ángeles", National Gallery de Londres
- "La primavera" o la musa "Calíope" (1460) - National Gallery de Londres.
- "Figura de Santo", Colección Johnson, Filadelfia
- "Santo Domingo", Galería de los Uffizi, Florencia
- "Piedad" (Louvre)
- "San Antonio de Padua leyendo" - Louvre, París
- "Anunciación", Colección Cook, Richmond (USA)
- "Cristo muerto", Museo estatal, Viena
- "San Juan Evangelista en Patmos" (h.1470-1475) - Museo Thyssen-Bornemisza, Madrid.[2]
- "La Adoración de los Magos", Museo Fitzwilliam, Cambridge (USA)
- "Pietà" (h. 1472) - Museo Correr, Venecia
- "Lamentación" (h. 1472) - Retablo Roverella
- "Virgen entronizada" (1474) - National Gallery, Londres)
- "San Sebastián" - Gemäldegalerie Alte Meister, Alemania)
- Letra "A" miniatura de un libro de coro (Museo Metropolitano de Arte, Nueva York)
- Frescos en el Palacio Schifanoia, Ferrara 
Alegoría de septiembre: Triunfo de Vulcano
Alegoría de agosto: Triunfo de Ceres
Alegoría de junio: Triunfo de Mercurio